# Héctor Salgado
Héctor Salgado (Bogotá; 9 de marzo de 1993) es un futbolista colombiano. Juega como volante de marca y actualmente juega para el Expreso Rojo de la Categoría Primera B.

## Clubes
| Club         | País     | Año           |
| ------------ | -------- | ------------- |
| Santa Fe     | Colombia | 2011-2012     |
| Expreso Rojo | Colombia | 2015-presente |

## Palmarés

### Campeonatos nacionales
| Título          | Club     | País     | Año  |
| --------------- | -------- | -------- | ---- |
| Torneo Apertura | Santa Fe | Colombia | 2012 |